# Bouère
Bouère är en kommun i departementet Mayenne i regionen Pays de la Loire i nordvästra Frankrike. Kommunen ligger i kantonen Grez-en-Bouère som tillhör arrondissementet Château-Gontier. År 2022 hade Bouère 1 066 invånare.

## Befolkningsutveckling
Antalet invånare i kommunen Bouère
| Referens: INSEE |